# Belisana leuser
Belisana leuser är en spindelart som beskrevs av Huber 2005. Belisana leuser ingår i släktet Belisana och familjen dallerspindlar. Inga underarter finns listade.